# Endless Rain
«Endless Rain» es el cuarto sencillo lanzado por la banda japonesa de heavy metal X Japan el primero de diciembre de 1989. Alcanzó el puesto número 3 en las listas Oricon.

## Generalidades
La canción pertenece al disco Blue Blood, y es la primera balada lanzada como un sencillo de la agrupación. Su lado B es una versión en vivo de la canción "X", grabada en junio de 1989.
Rolling Stone se refirió a la canción como la "November Rain japonesa".

## Lista de canciones
Todas las canciones escritas y compuestas por Yoshiki. 
| N.º | Título                | Duración |  |
| 1.  | «Endless Rain»        | 6:35     |  |
| 2.  | «X» (Versión en vivo) | 9:40     |  |

## Personal
- Ingeniero de sonido y mezcla: Motonari Matsumoto
- Ingenieros de grabación: Gremlin, Tetsuhiro Miyajima, Mitsuyasu Abe
- Ingenieros asistentes: Takashi Ohkubo, Fujishima, Naoki Yamada, Akiko Nakamura, Shigeki Kashii, Lee Chun Fin, Mitsumasa Iwata
- Arreglos orquestales: Neko Saitō